# Scooby Doo i śnieżny stwór
Scooby Doo i śnieżny stwór (ang. Chill Out, Scooby-Doo!) – 16. film animowany i 11. animowany pełnometrażowy z serii Scooby Doo z 2007 roku. Film dedykowany jest Iwao Takamoto.

## Fabuła
Detektywi z Tajemniczej Spółki chcą odpocząć od duchów, potworów i zagadek. Urlop zamierzają spędzić w Paryżu. Wszystko psują Kudłaty i Scooby, którzy pakują się w kłopoty. Zamiast do Paryża, trafiają w Himalaje. Okazuje się też, że mają służyć za przynętę na potwora znanego jako Yeti...

## Obsada
- Frank Welker –
  - Scooby-Doo,
  - Fred Jones
- Casey Kasem – Kudłaty Rogers
- Mindy Cohn – Velma Dinkley
- Grey DeLisle – Daphne Blake
- James Sie – Pemba Sherpa
- Jeff Bennett – Del Chillman, Pilot
- René Auberjonois – Alphonse LaFleur
- Alfred Molina – Professor Jeffries
- Kim Mai Guest – Minga Sherpa
- James Hong – The High Lama

## Wersja polska
Dystrybucja na terenie Polski: Warner Bros. Poland

Opracowanie i udźwiękowienie wersji polskiej: Dubbfilm

Reżyseria: Dobrosława Bałazy

Dialogi: Dorota Filipek-Załęska

Dźwięk: Renata Gontarz

Kierownictwo produkcji: Romuald Cieślak

Wystąpili:
- Jacek Bończyk – Kudłaty
- Ryszard Olesiński – Scooby Doo
- Agata Gawrońska-Bauman – Velma
- Beata Jankowska-Tzimas – Daphne
- Jacek Kopczyński – Fred
- Tadeusz Borowski – Profesor
- Jan Kulczycki – Alfred
- Marcin Hycnar – Pemba
- Wojciech Paszkowski – Del
- Włodzimierz Press – Lama
- Katarzyna Tatarak – Minga
- Janusz Wituch –
  - pilot,
  - chłop,
  - lama drugi